# Las torres
«Las torres» es una canción escrita por Alfredo Sillau y Fernando Ríos e interpretada por la banda peruana Nosequien y Los Nosecuantos. La canción pertenece al segundo álbum de estudio de la banda, Con el respeto que se merecen, publicado en 1991.

## Composición
Para la composición de la canción, el grupo utilizó como base musical la canción infantil «Un elefante se balanceaba», combinándola con personajes públicos (como el senderista Abimael Guzmán, el presidente Alberto Fujimori o los apristas Alan García, Agustín Mantilla, Armando Villanueva), y acontecimientos de la historia peruana reciente.
El título de la canción hace referencia a una modalidad de atentado de Sendero Luminoso: el dinamitado de torres de alta tensión para dejar desabastecidas de electricidad a varias ciudades peruanas, especialmente Lima.
La canción fue interpretada por el Alfredo Sillau, quien fue guitarrista de la banda, debido a la ausencia de Raúl Romero en los ensayos.

### Letra
Escrita por Alfredo Sillau y Fernando Ríos, el tema es considerado como uno de los grandes éxitos de la banda y un himno de la época, ya que representó un retrato de la sociedad y la política peruana, y el descontento popular, de inicios de la década de 1990 cuando la hiperinflación, la corrupción estatal, el narcotráfico y el terrorismo sacudían al país.

## Versiones
- En 2018 la banda arequipeña Hammelin hizo una versión actualizada del tema, que tituló «Las torres 2.0».[13]
- En 2025 la banda Rompiendo Fronteras hizo una nueva versión del tema con fuerte influencia del metal.[14]